# Depotfund
Et depotfund er et arkæologisk begreb, der dækker over en samling af genstande eller artefakter, der er nedgravet (deponeret), og som ikke har forbindelse til en begravelse. Hvis det rummer værdifulde genstande af f.eks. ædelmetal, kaldes det  skattefund De nedgravede skatte har sandsynligvis været skjult for at  blive gravet op igen. De, der har stået for nedgravningen, kan være forhindret i at grave op igen: De kan være døde eller har ikke kunnet finde stedet igen. På den måde har depotfundene kunnet ligge, til arkæologer eller amatører med metaldetektorsøgere har fundet dem.
Depotfund kan indeholde mange typer genstande som flintøkser og rav fra stenalderen; brudsølv fra vikingetiden og mønter fra middelalderen.
Depotfund er en værdifuld metode til at datere artefakter efter deres sammenhæng med andre genstande, da de normalt kan antages at være samtidige (eller i hvert fald at være samlet inden for det samme årti eller to). De kan være med til at fastslå kronologien. Møntfund er særligt værdifulde for dateringen, da mønter de ofte er dateret, og de yngste mønter i et depotfund giver et præcis datering af, hvornår depotfundet senest kan være nedlagt.
Depotfund kan også bruges som en indikator for freden i et samfund. Således gjorde uroligheder i 400- og 500-tallet e. Kr. i Storbritannien, at mange skatte blev gravet ned som Hoxne-skatten i Suffolk; Mildenhall-skatten, Fishpool-skatten i Nottinghamshire, Water Newton-skatten i Cambridgeshire og Cuerdale-skatten i Lancashire. De er alle udstillet på British Museum. 
Der er skattefund, som er sammensat af flere arkæologiske fund. Det kan gøre det meget vanskeligt at datere fundet og bruge det i en arkæologisk og historisk sammenhæng. De er typisk en del af en privat samling, men moderne teknik til datering har gjort dem mindre udbredte.
I Danmark skal alle fund af arkæologiske genstande rapporteres til det lokale museum. Alle møntfund ejes af Nationalmuseet. Afhængig af depotfunds metalværdi og sjældenhed bliver der udbetalt danefæ-dusør til finderen.

## Liste over depotfund

### Asien
- Akota-bronzerne
- Bactrian-guldet
- Chausa-skatten
- Kfar Monash-skatten
- Priamos' skat
- Wonoboyo-skatten
- Ziwiye-skatten

### Europa

#### Storbritannien
- Beau Street-skatten
- Bitterley-skatten
- Canterbury-St Martin's-skatten
- Cheapside-skatten
- Collette-skatten
- Corbridge-skatten
- Cuerdale-skatten
- Cunetio-skatten
- Frome-skatten
- Grouville-skatten
- Havering-skatten
- Hoxne-skatten
- Isleham-skatten
- Lenborough-skatten
- Middleham-skatten
- Migdale-skatten
- Mildenhall-skatten
- Milton Keynes-skatten
- Rogiet-skatten
- Shapwick-skatten
- Shrewsbury-skatten
- Silsden-skatten
- Snettisham-skatten
- Staffordshireskatten
- Stanchester-skatten
- Stirling-skatten
- Thetford-skatten
- Thornbury-skatten
- Tregwynt-skatten
- Upchurch-skatten
- Vale of York-skatten (tidligere kendt som Harrogate-skatten)
- Water Newton-skatten
- West Bagborough-skatten
- Wickham Market-skatten
- Winchester-skatten
- Wold Newton-skatten

#### Irland
- Ardagh-skatten
- Broighter-skatten
- Derrynaflan-skatten
- Dowris-skatten
- Mooghaun North-skatten

#### Konetinentaleuropa
- Berthouville-skatten, Frankrig (Romerriget)
- Borovo-skatten, del af Thraki-skatten
- Casco de Leiro, Spanien (bronzealderen)
- Chatuzange-skatten, Frankrig (romersk sølv)
- Cheste-skatten, Spanien (Anden puniske krig)
- Eberswalde-skatten, Tyskland (bronzealderen)
- Gourdon-skatten, Frankrig (guld fra 400- eller 500-tallet)
- Paramythia-skatten, Grækenland (Romerriget)
- Pereshchepina-skatten, Ukraine (protobulgarere)
- Pietroasele-skatten, Rumænien (Goterne)
- Preslav-skatten, Bulgarien (900-tallet med relation til Det Byzantinske Rige)
- Reka Devnia-skatten, Bulgarien (Romerriget)
- Saka-skatten, Estland (1100-tallet)
- Skattefundet fra El Carambolo, Spanien (bronzealderen)
- Sevso-skatten, muligvis Ungarn (Romerriget)
- Ubina-skatten, Estland (1100-tallet)
- Villena-skatten, Spanien (bronzealderen)
- Vinkovci-skatten, Kroatien (Romerriget)

#### Skandinavien
- Balleskatten, Djursland (1700-tallet)
- Boeslunde guldfund, Danmark (bronzealderen)
- Bogøgårdskatten, Danmark (fra omkring 1864)
- Brogadefundet, Danmark (1600-tallet)
- Broholmskatten, Danmark (jernalderen)
- Dobbeltskatten fra Assens, Danmark (middelalderen)
- Fæstedskatten , Danmark (vikingetiden)
- Gjerrild-skatten, Danmark (vikingetiden)
- Gudme jernalderfund, Danmark (jernalder)
- Guldhornene, Danmark (germansk jernalder)
- Aagadeskatten, Danmark (1200-tallet)
- Græslifundet, Norge (1000-tallet)
- Hagelbjerggård depotfund, Danmark (stenalderen)
- Hoenskatten, Norge (800-tallet)
- Laksefjordskatten, Norge (vikingetiden)
- Loheskatten, Sverige (1700-tallet)
- Kirialskatten, Danmark (middelalderen)
- Mannerupskatten, Danmark (germeansk jernalder)
- Molnbyskatten, Sverige (fra vikingetiden)
- Møntfundet fra Gåsetorvet, Danmark (1400-tallet)
- Møntfundet fra Vejstrup, Danmark (1300-tallet)
- Møntskatten fra Ibsker, Danmark (800-tallet)
- Møntskatten fra Møn, Danmark (1500-tallet)
- Møntskatten fra Tagesgård, Danmark (200-tallet)
- Møntskatten fra Tamdrup, Danmark (1000-tallet)
- Rundeskatten, Norge (1700-tallet)
- Sandurskatten, Færøerne (vikingetiden)
- Skatten fra Hornelund, Danmark (vikingetiden)
- Skellerupskatten, Danmark (romerske mønter)
- Slagelseskatten, Danmark (middelalderen)
- Slemmedalskatten, Norge (vikingetiden)
- Sletnerfundet, Norge (jernalderen)
- Solbergaskatten, Sverige (1500-tallet)
- Spillingsskatten, Sverige (vikingetiden)
- Stabyskatten, Danmark (1600-tallet)
- Stegeskatten, Danmark (middelalderen)
- Stjærskatten, Danmark (1300-tallet)
- Sundvedaskatten, Sverige (vikingetiden)
- Systofteskatten, Danmark (middelalderen)
- Sølvskatten fra Duesminde, Danmark (vikingetiden)
- Sølvskatten fra Herringe, Danmark (900-tallet)
- Sølvskatten fra Terslev, Danmark (1700-tallet)
- Uhrhøjskatten, Danmark (1400-tallet)
- Vejbyskatten, Danmark (1300-tallet)
- Vikingeskatten fra Vester Vedsted, Danmark (vikingetiden)
- Vårbyskatten, Sverige (vikingetiden)
- Årupgård depotfund (fra yngre stenalder)

### Nordamerika
- Bank of New York-skatten (1700-tallet)
- Castine-skatten (1600-tallet)
- Saddle Ridge-skatten (1800-tallet)